# Comté de Henry (Missouri)
Pour les articles homonymes, voir Henry et Comté de Henry.
Le comté de Henry, en anglais : Henry County, est un comté du Missouri aux États-Unis. Son siège de comté est la ville de Clinton.